# Neopedies guarani
Neopedies guarani är en insektsart som beskrevs av Ronderos 1991. Neopedies guarani ingår i släktet Neopedies och familjen gräshoppor. Inga underarter finns listade i Catalogue of Life.